# Burlövs socken

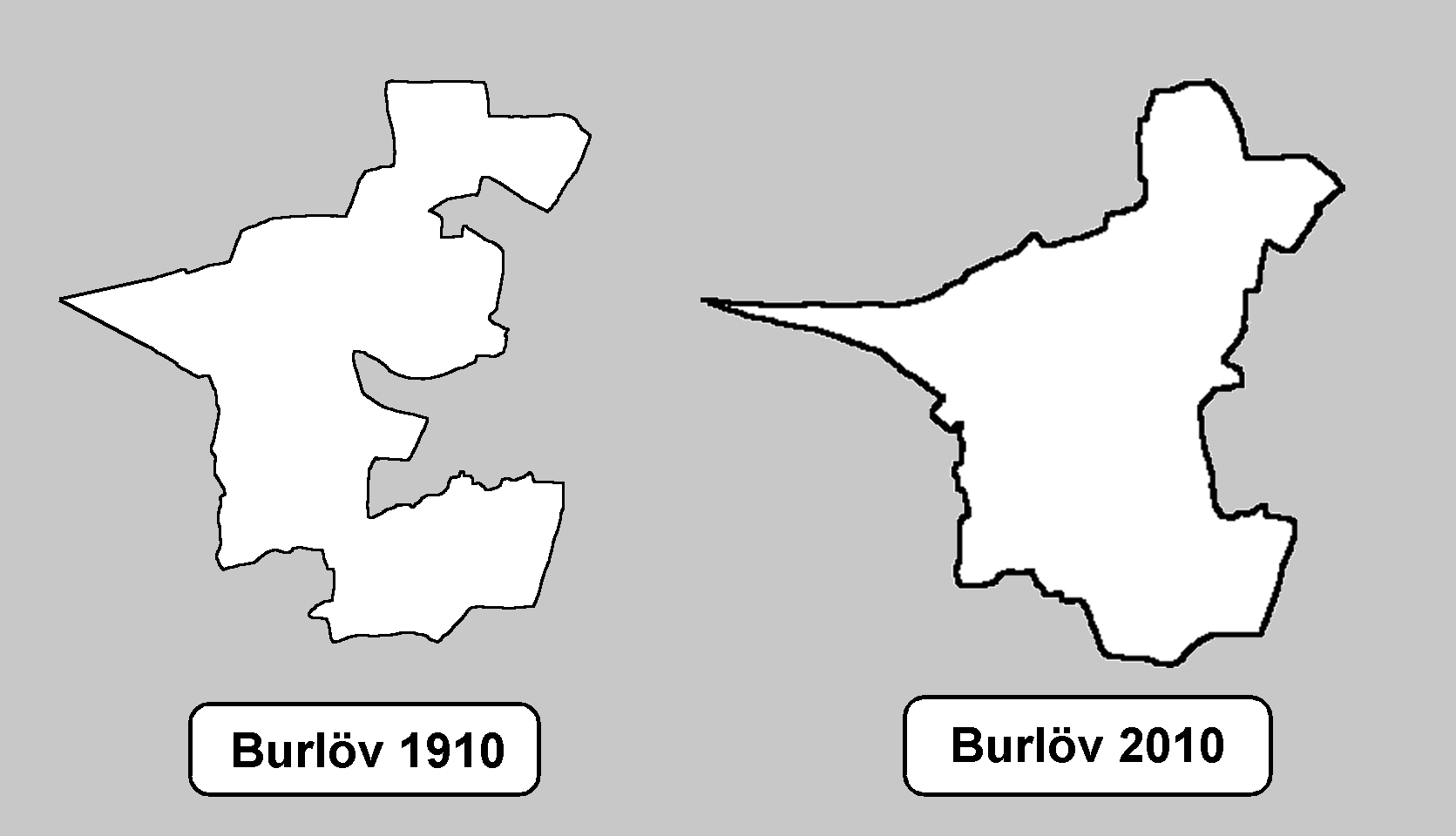
Burlövs gränser år 1910 och 2010.

Burlövs socken i Skåne ingick i Bara härad och området utgör sedan 1971 Burlövs kommun och från 2016 Burlövs distrikt.
Socknens areal är 16,42 kvadratkilometer varav 16,37 land.  År 2000 fanns här 14 683 invånare. En del av tätorten Malmö med Arlöv och Arlövs kyrka, tätorten Åkarp samt den tidigare sockenkyrkan Burlövs gamla kyrka ligger i socknen. 

## Administrativ historik
Socknen har medeltida ursprung. 
Vid kommunreformen 1862 övergick socknens ansvar för de kyrkliga frågorna till Burlövs församling och för de borgerliga frågorna bildades Burlövs landskommun. Landskommunen ombildades 1971 till Burlövs kommun. Mindre områden har över tiden inkorporerats från Görslövs och Tottarps socknar.
1 januari 2016 inrättades distriktet Burlöv, med samma omfattning som socknen och kommunen.
Socknen har tillhört län, fögderier, tingslag och domsagor enligt vad som beskrivs i artikeln Bara härad. De indelta soldaterna tillhörde Södra skånska infanteriregementet, Livkompaniet och Skånska husarregementet, Hoby skvadron, Landskrona kompani.

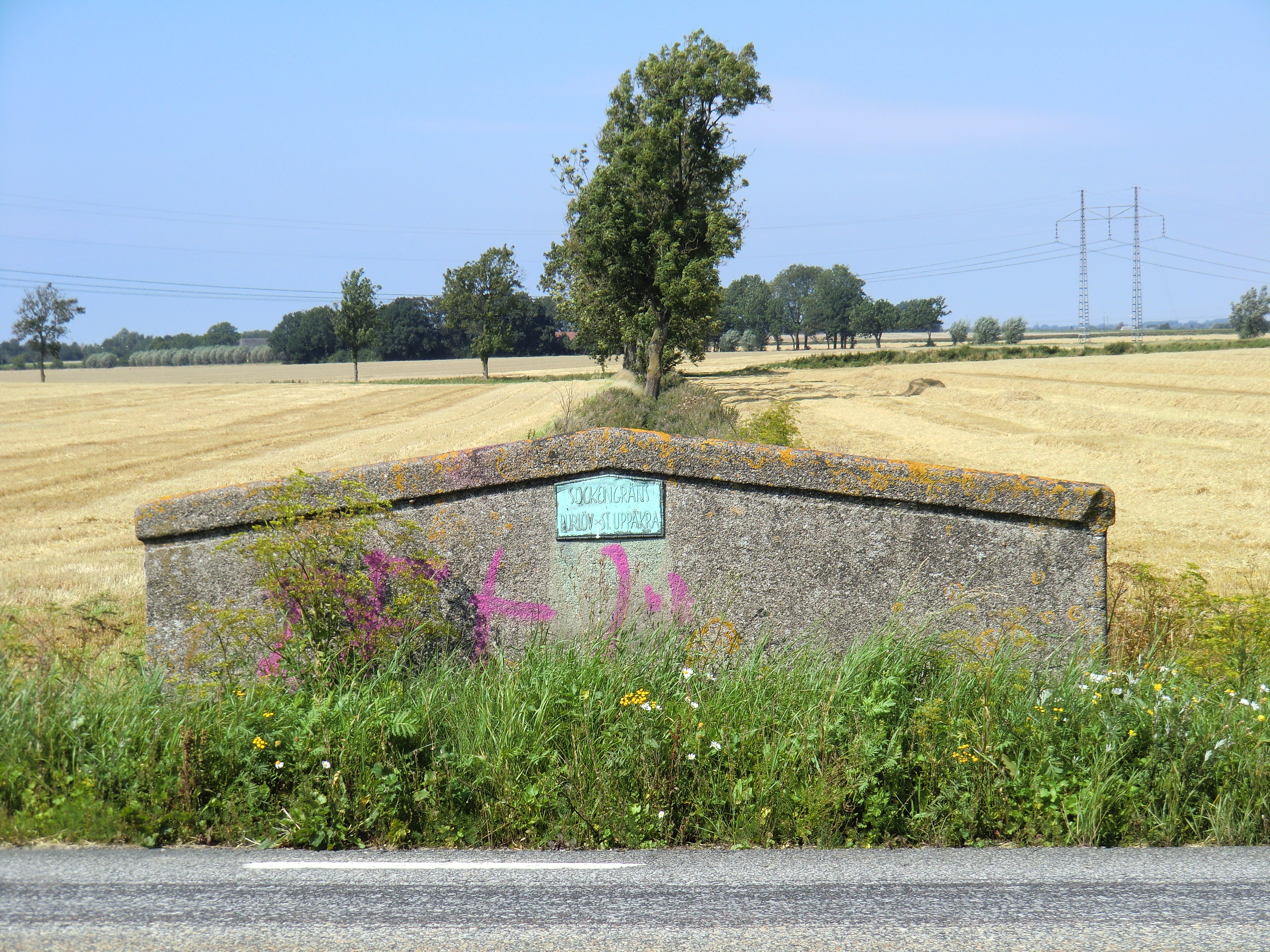
Sockengränsen mot Uppåkra vid Gamla Lundavägen.

## Geografi
Burlövs socken ligger närmast nordost om Malmö med en mindre kil som sträcker sig till Öresund och kring Sege å i söder. Socknen är en odlad slättbygd, nu till största delen tätbebyggd. I väster har socknen utökats när Spillepengens deponi/återvinning skapat en halvö i havet där dock den norra delen av dess spets ligger i Lomma kommun.
Historiskt har Burlövs socken bestått av de fem byarna Burlöv, Arlöv, Åkarp, Tågarp och Sunnanå.

## Fornlämningar
Boplatser från stenåldern är funna. Från bronsåldern finns gravhögar.

## Namnet
Namnet skrevs 1303 Burlef och kommer från kyrkbyn. Förleden innehåller möjligen bur, 'mindre hus, förrådshus'. Efterleden är löv, 'arvegods'..